# Johann Gottlieb Stephanie
Johann Gottlieb Stephanie (Breslavia, 19 febbraio 1741 – Vienna, 23 gennaio 1800) è stato un drammaturgo e librettista austriaco.
Gottlieb Stephanie era noto a Vienna per aver realizzato numerosi adattamenti teatrali,
divenne però celebre per aver scritto i libretti per Il ratto dal serraglio e per L'impresario teatrale di Wolfgang Amadeus Mozart.